# استلی
استلی (به لاتین: Stelli) یک کوه در سوئیس است که در کانتون گراوبوندن واقع شده‌است. استلی ۲٬۶۲۲ متر بالاتر از سطح دریا واقع شده‌است.